# شماره ۱۷ (فیلم ۱۹۴۹)
شماره ۱۷ (انگلیسی: Number 17) فیلمی است که در سال ۱۹۴۹ منتشر شد.